# 浦田春生
浦田 春生（うらた はるお、1962年3月9日 - ）は、日本の陸上競技選手。陸上競技指導者。専門は長距離走。熊本県天草市出身。九州学院高等学校、中央大学経済学部国際経済学科卒業。本田技研工業入社後、選手として競技生活を経て、1995年から2002年、同社陸上競技部監督就任。2008年から2016年は中央大学陸上競技部駅伝監督。息子の浦田優斗も陸上長距離種目選手。
1992年バルセロナオリンピックおよび1991年世界陸上競技選手権大会男子10000m日本代表。身長171cm、体重59kg（1992年当時）。

## 略歴
1977年九州学院高校に入学、九州高校駅伝や1979年滋賀インターハイ5000mに出場した。同校卒業後、1980年中央大学に進学。箱根駅伝では2年・3年時の2度箱根路を走り、1984年中央大学を卒業した。
1985年本田技研工業に入社後、中心選手として活躍を見せ、インドネシアで開催されたこの年のアジア選手権5000mでは2位の成績を残した。1987年にはびわ湖毎日マラソンに出場し8位となった。1988年・1989年の日本選手権では5000m・10000mにおいて2年連続優勝を飾った。同2種目の2年連続優勝は1977年・78年の喜多秀喜以来となるものであり、これまでに村社講平、喜多、松宮隆行と浦田の4人が達成している。また1989年にはスペイン・バルセロナで開催されたワールドカップ10000mにおいて、アジア地区代表として4位入賞を果たした。
1991年、世界陸上選手権東京大会には男子10000m日本代表として出場、予選を通過し8月26日の決勝では28分18秒15で11位の成績を残した。また同年7月6日ビスレットゲームズにおいて10000m27分58秒72の自己ベストをマーク、これは男子10000m日本歴代10位（当時）となる記録であった。
1992年には日本選手権10000mにおいて4位となり、1992年バルセロナオリンピック男子10000m日本代表に選出された。決勝に勝ち進み、28分37秒61で14位の成績を残した。1994年には右アキレス腱を手術するなど万全の状態とは遠かったが、1995年の東京シティハーフマラソンでは3位となり、この時マークした1時間00分49秒の記録はアジアおよび日本最高記録（当時）となった。
実業団時代には、駅伝においても優れた成績を残した。1990年には国際千葉駅伝において4区を走り、早田俊幸らと共に日本代表初優勝の一員となった。全日本実業団駅伝には1985年から10年連続で出場を果たし、1989年・1990年・1991年・1994年の4度にわたり区間賞を獲得するなど、本田技研工業の主力選手として1991年・1993年の総合3位、1994年の総合2位の成績などに貢献した。
その他、1990年には日本陸上競技連盟が22年ぶりに行なった高地での強化合宿に参加し、中国・昆明の標高2000m近い高地でトレーニングを行なった。東日本縦断駅伝競走大会には埼玉代表として出場していた。
またバルセロナオリンピックに出場し決勝まで進んだことを記念して、出身地の天草市では天草ロードレース大会が開催されるようになった。2010年に第15回大会を数えるほか、浦田の功績にちなんで浦田春生賞（最優秀賞）が贈られている。
競技生活現役を退いた後は碓井哲雄監督の後任として、1995年から2002年まで同社陸上競技部監督を務めた。全日本実業団駅伝には7度出場を果たし、2000年・2001年の総合7位を最高とする成績を残した。2008年4月より母校中央大学へ移籍、2016年3月まで同校陸上競技部の駅伝監督に就任し後進の育成に携わっていた。

## 主な戦績
| 年   | 大会                           | 種目           | 順位 | 記録          | 備考                         |
| ---- | ------------------------------ | -------------- | ---- | ------------- | ---------------------------- |
| 1979 | 第32回全国高等学校総合体育大会 | 5000m          |      |               |                              |
| 1985 | 第6回アジア陸上競技選手権大会  | 5000m          | 2位  | 14分22秒42    |                              |
| 1987 | 第42回びわ湖毎日マラソン       | マラソン       | 8位  | 2時間13分09秒 |                              |
| 1988 | 第9回読売東京国際マラソン      | マラソン       | 10位 | 2時間14分53秒 |                              |
| 1988 | 第72回日本陸上競技選手権大会   | 10000m         | 優勝 | 28分42秒43    |                              |
| 1988 | 第72回日本陸上競技選手権大会   | 5000m          | 優勝 | 13分39秒29    |                              |
| 1989 | 第73回日本陸上競技選手権大会   | 10000m         | 優勝 | 28分17秒78    |                              |
| 1989 | 第73回日本陸上競技選手権大会   | 5000m          | 優勝 | 13分47秒27    |                              |
| 1989 | IAAFワールドカップ             | 10000m         | 4位  | 28分08秒32    | アジア代表                   |
| 1991 | 南部忠平記念陸上競技大会       | 5000m          | 優勝 |               |                              |
| 1991 | 第75回日本陸上競技選手権大会   | 10000m         | 6位  | 28分40秒70    |                              |
| 1991 | 世界陸上競技選手権大会         | 10000m         | 11位 | 28分18秒15    |                              |
| 1992 | 第76回日本陸上競技選手権大会   | 10000m         | 4位  | 28分24秒48    |                              |
| 1992 | バルセロナオリンピック         | 10000m         | 14位 | 28分37秒61    |                              |
| 1995 | 東京シティハーフマラソン       | ハーフマラソン | 3位  | 1時間00分49秒 | アジア最高記録・日本最高記録 |

### 駅伝成績
| 年   | 大会                               | 区間 | 距離   | 順位    | 記録          | 備考                   |
| ---- | ---------------------------------- | ---- | ------ | ------- | ------------- | ---------------------- |
| 1982 | 第58回東京箱根間往復大学駅伝競走   | 4区  | 21.0km | 区間8位 | 1時間08分11秒 |                        |
| 1983 | 第59回東京箱根間往復大学駅伝競走   | 1区  | 21.5km | 区間3位 | 1時間04分51秒 |                        |
| 1989 | 第33回全日本実業団対抗駅伝競走大会 | 3区  |        | 区間賞  | 37分47秒      |                        |
| 1990 | 第34回全日本実業団対抗駅伝競走大会 | 6区  |        | 区間賞  | 54分05秒      |                        |
| 1990 | 第2回国際千葉駅伝                  | 4区  | 5.0km  |         |               | 男子日本代表として優勝 |
| 1991 | 第35回全日本実業団対抗駅伝競走大会 | 7区  |        | 区間賞  | 47分45秒      |                        |
| 1994 | 第38回全日本実業団対抗駅伝競走大会 | 7区  |        | 区間賞  | 51分14秒      |                        |

## 自己記録
- 5000m 13分39秒29（1988年）[13]
- 10000m 27分58秒72（1991年）[13]
- ハーフマラソン 1時間00分49秒（1995年）[13]